# Richtungs- und Linienbetrieb

Schema eines Richtungsbetriebs mit vier Gleisen

Schema eines Linienbetriebs mit vier Gleisen

Richtungsbetrieb und Linienbetrieb sind die zwei grundsätzlich verschiedenen Arten, Schienenverkehr auf einer mehrgleisigen Trasse zu führen und Züge an einem mehrgleisigen Bahnhof oder Haltepunkt halten zu lassen. Beim Richtungsbetrieb wird jedes Gleis einer Richtung zugeordnet und nur von Zügen dieser Richtung befahren; beim Linienbetrieb erfolgt die Zuordnung der Gleise nach Linien.

## Bahnstrecken

Zwei zweigleisige Strecken vereinigen sich zu einer viergleisigen Trasse im Richtungsbetrieb mit Hilfe eines Überwerfungsbauwerkes

In der Anfangszeit der Eisenbahn wurde zunächst jede Strecke für sich selbst betrieben, oft durch verschiedene Bahnunternehmen, selbst wenn zwei Strecken parallel verliefen. Auch im Bahnhof wurden die Bahnsteige den einzelnen Strecken zugeordnet, und Züge hielten nur an den Bahnsteigen, die zu ihrer Strecke gehörten. Dies ist die frühe Form des Linienbetriebs.
Mit der Zunahme des Eisenbahnverkehrs musste die Streckenkapazität erhöht werden. Ein wesentlicher Flaschenhals sind bei eingleisigen Strecken Zugbegegnungen, so dass sich bei einer zweigleisigen Strecke ein wesentlich verbesserter Verkehrsfluss ergibt. Es bietet sich also an, zwei nebeneinander verlaufende eingleisige Strecken mit Weichen zu verbinden und als zweigleisige Strecke im Richtungsbetrieb mit mehreren Linien zu betreiben.
In der Frühzeit des Eisenbahnverkehrs war es noch üblich, dass die parallelen Gleise einer Gesellschaft stets zu einer Strecke gezählt wurden; so konnte es auch fünf- oder sechsgleisige Strecken geben, was gerade im Ruhrgebiet keine Seltenheit war. In Deutschland wurde dann aber mit Einführung des Verzeichnisses zulässiger Geschwindigkeiten festgelegt, dass eine Strecke stets maximal zwei Gleise haben darf, sodass Trassen mit mehr als zwei Gleisen verschiedenen Strecken zugeordnet wurden. Meist wurden jeweils zwei parallele Gleise einer bestimmten Strecke (umgangssprachlich auch Linie) zugeordnet, die ehemals mehrgleisige Strecke somit in mehrere zweigleisige Strecken im Linienbetrieb zerteilt. In selteneren Fällen wurden mehrgleisige Strecken auch in „innere“ und „äußere“ Strecken aufgeteilt, wie z. B. auf der Hohenzollernbrücke zwischen Köln Hauptbahnhof und Bahnhof Köln Messe/Deutz.

### Vor- und Nachteile
Wenn mehrere parallel geführte, zweigleisige Strecken im Richtungsbetrieb genutzt werden, dienen die zusätzlichen Gleise als Überholgleise, oder es erfolgt von vornherein eine Trennung von langsamem und schnellem Verkehr. Die Vorzüge des Richtungsbetriebes ergeben sich bei einer viergleisigen Trasse, z. B. auf der Remsbahn zwischen Bahnhof Stuttgart-Bad Cannstatt und Bahnhof Waiblingen:
- Die Streckenbelegung wird jeweils so geplant, dass bei einer möglichen Überholung der jeweils langsamere Zug auf das „langsamere Gleis“ wechselt. Ein mittelschneller Regional-Express kann also auf dem „schnelleren“ oder dem „langsameren Gleis“ verkehren, je nachdem, ob ein Konflikt mit einer Regionalbahn oder einem Fernschnellzug vorliegt. Damit dies möglich wird, müssen auf der Strecke genügend viele Übergangsstellen mit zugehöriger Signalisierung vorhanden sein.
- Beim Linienbetrieb hingegen müssten Fernzüge das „schnellere Gleispaar“ benutzen und lokale Züge das langsamere. Weitere Zuggattungen (wie z. B. Regio-Express) sowie Güterzüge müssten dann auch einer der beiden Strecken zugeordnet werden, da ein Wechsel der Strecke nur nach Querung eines Gleises der Gegenrichtung möglich ist. Dies ist bei entsprechenden baulichen Voraussetzungen zwar möglich (Weichen, Signale etc.), führt aber unter Umständen zu Verzögerungen im Betriebsablauf.

Der Nachteil des Richtungsbetriebes sind die teuren Überwerfungsbauwerke, die benötigt werden, um verschiedene Strecken niveaufrei verknüpfen zu können, z. B. bei der Einfahrt in einen Bahnhof. Wenn ein auf den Außengleisen verkehrender Zug wendet, muss er dazu die Innengleise queren, wodurch diese kurzzeitig blockiert sind.

### Weitere Beispiele
- Zweigleisige Strecken werden heute fast immer im Richtungsbetrieb befahren. Eine wesentliche Ausnahme sind zwei parallele eingleisige Strecken, die vor einem Knotenbahnhof des integralen Taktfahrplans zusammen laufen, z. B. Bahnhof Hervest-Dorsten. Da Züge in Richtung des Knotenbahnhofs jeweils ungefähr zeitgleich einfahren und später wieder zeitgleich abfahren, ist es hier von Vorteil, die beiden Gleise den Linien zuzuordnen, nicht den Fahrtrichtungen.
- Eine interessante Situation ergibt sich bei Trassen mit drei Gleisen, wie sie z. B. oft im Zusammenhang mit S-Bahnen vorkommen. Wenn eine zweigleisige Strecke nicht mehr genug Kapazität bietet, wird ggfs. ein drittes Gleis hinzugefügt. Wenn die S-Bahn ein von der restlichen Bahn unterschiedliches Stromsystem verwendet (wie z. B. die S-Bahnen in Berlin und Hamburg), so können S-Bahn- und andere Züge nicht auf demselben Gleis verkehren, und es bleibt nur ein Linienbetrieb. Im anderen Fall muss zwischen Richtungs- und Linienverkehr abgewogen werden. Im Richtungsverkehr einer dreigleisigen Strecke steht das mittlere Gleis im Gleiswechselbetrieb, z. B. auf den Verbindungen Rotenburg–Buchholz oder der Wolfgang–Hailer-Meerholz.
- Bei einer Trasse mit mehr als zwei Gleisen im Linienbetrieb gehören meist zwei parallele Gleise zu einer unabhängigen Strecke. Eine dreigleisige Strecke kann also aus einer eingleisigen Strecke neben einer zweigleisigen Strecke im Richtungsbetrieb bestehen. Diese Unterscheidung wird insbesondere dann gemacht, wenn Züge unter keinen Umständen von einer Strecke auf die andere daneben liegende wechseln können. Dies kann durch fehlende Weichen oder unterschiedliche Stromsysteme bedingt sein.
- Da der Duisburger Hauptbahnhof ein reiner Richtungsbahnhof (siehe unten) ist, der Düsseldorfer Hauptbahnhof hingegen ein reiner Linienbahnhof, wechselt die Bahnstrecke Duisburg–Düsseldorf von einer fünfgleisigen Trasse im reinen Richtungsbetrieb zunächst in eine sechsgleisige Trasse im gemischten Richtungs- und Linienbetrieb – die beiden Gleise der Fernbahnstrecke werden auf dem östlichen Teil der Trasse zusammengeführt, während die beiden S-Bahn-Gleise weiterhin von zwei Ortsgleisen flankiert werden. Zwischen dem Bahnhof Duisburg-Großenbaum und dem Bahnhof Düsseldorf Flughafen ist die Trasse auf eine viergleisige Strecke in Linienbetrieb reduziert, kurz vor dem Bahnhof Düsseldorf-Unterrath wird die Trasse wieder sechsgleisig in reinem Linienbetrieb durch eine niveaugleiche Ausfädelung der Ortsgleise.

## Bahnhöfe
Zunächst einmal kann jedes Gleis in einem Bahnhof einem Linienbetrieb oder einem Streckenbetrieb angehören. In der Regel hat ein Bahnhof mehr Bahnsteiggleise als Streckengleise; diese werden schlicht durch Auffächerung der Streckengleise belegt. Im Beispiel von vier Bahnsteigkanten an einer dreigleisigen Strecke könnte im Linienbetrieb das Gleis der eingleisigen Strecke auf zwei Bahnsteigkanten auffädeln und die anderen beiden Gleise auf weitere zwei Bahnsteigkanten. Der Bahnhof ist dann auch im Linienbetrieb. In der Praxis könnte dies ein Bahnhof sein, in dem die eingleisige Strecke endet oder eine Zugbegegnungsstelle hat, während auf der zweigleisigen Strecke Züge einfach nur halten.
Im Falle derselben Strecke im Richtungsbetrieb hätte der Bahnhof zwei Bahnsteigkanten pro Richtung. Er könnte z. B. als Überhol- oder Umsteigebahnhof der dreigleisigen Strecke dienen. An den innen liegenden Bahnsteigen könnten Züge auch wenden, ohne in Konflikt mit einem außen fahrenden Zug zu kommen.
Da an einem Bahnsteig in der Regel zwei Bahnsteiggleise liegen, kann obige Anordnung ohne Veränderung am Gleisplan (und damit ohne zusätzliche Fahrtkonflikte) durch Anlage der Bahnsteige verändert werden. Im Beispiel des Linienbetriebs könnte die eingleisige Strecke auch den Hausbahnsteig sowie eine Seite eines Mittelbahnsteiges belegen, während die zweigleisige Strecke dessen andere Seite sowie einen Außenbahnsteig bekommt. Damit entsteht zumindest in einer Richtung eine bahnsteiggleiche Anschlussverbindung. Ähnliches kann im Fall des Richtungsverkehrs geschehen: am Hausbahnsteig sowie dem Außenbahnsteig fahren Fernzüge und auf den beiden Gleisen des Mittelbahnsteiges fahren Regionalzüge. In diesem Fall ist der Bahnhof im Linienbetrieb (mittlere versus äußere Bahnsteige), obwohl die Strecke immer noch im Richtungsbetrieb (Richtung A, Überholgleis, Richtung B) betrieben wird.
Im Falle von größeren Bahnhöfen sind aber zur Herstellung des gewünschten Betriebs am Bahnhof oft Überwerfungsbauwerke nötig. Die S-Bahnen im Ruhrgebiet, Hannover, Nürnberg und Mannheim/Heidelberg haben z. B. eigene Bahnsteige in den jeweiligen Bahnhöfen, die durch für die S-Bahn erstellte Gleisüberwerfungen erreicht werden. Die S-Bahn-Züge fahren auf den Außenästen teilweise im Richtungsbetrieb mit anderen Zügen, und die Überwerfung führt sie in den S-Bahn-Teil des Bahnhofs. Dort hat die S-Bahn oftmals mehrere Bahnsteige, die im Richtungsbetrieb zueinander stehen, jedoch im Linienbetrieb bezüglich des restlichen Bahnsteige.
Ein Beispiel für zwei Haltepunkte einer Strecke mit unterschiedlichen Betriebsarten und ohne Gleisüberwerfung dazwischen sind Frankfurt Hauptwache und Konstablerwache. Auf der Strecke verlaufen die beiden Gleise der S-Bahn in der Mitte zwischen den beiden Gleisen der U-Bahn. Im Bahnhof Hauptwache hat die S-Bahn einen Mittelbahnsteig und die U-Bahn zwei Außenbahnsteige, im Bahnhof Konstablerwache gibt es einen Kombibahnsteig je Richtung, an dem zwischen U-Bahn und S-Bahn der jeweiligen Richtung umgestiegen werden kann.

## Richtungsbahnsteige bei U-Bahnen
Wegen der hohen Zugdichte verkehren U- und Stadtbahnen grundsätzlich fast immer auf zweigleisigen Strecken. Ein Richtungsbetrieb findet statt, wenn sich zwei Linien eine zweigleisige Strecke teilen. Siehe dazu Verknüpfungsbahnhof.
Ein Umsteigebahnhof bei U-Bahnen besteht im einfachsten Fall aus zwei nahe zueinander liegenden Haltepunkten zweier verschiedener Strecken, die durch einen (möglichst kurzen) Fußweg verbunden sind. Ein Sonderfall hiervon ist der Turmbahnhof, bei dem die beiden Haltepunkte direkt übereinander liegen und so eine besonders kurze Fußwegverbindung schaffen. In jedem Fall entspricht diese Nutzung dem Linienbetrieb.

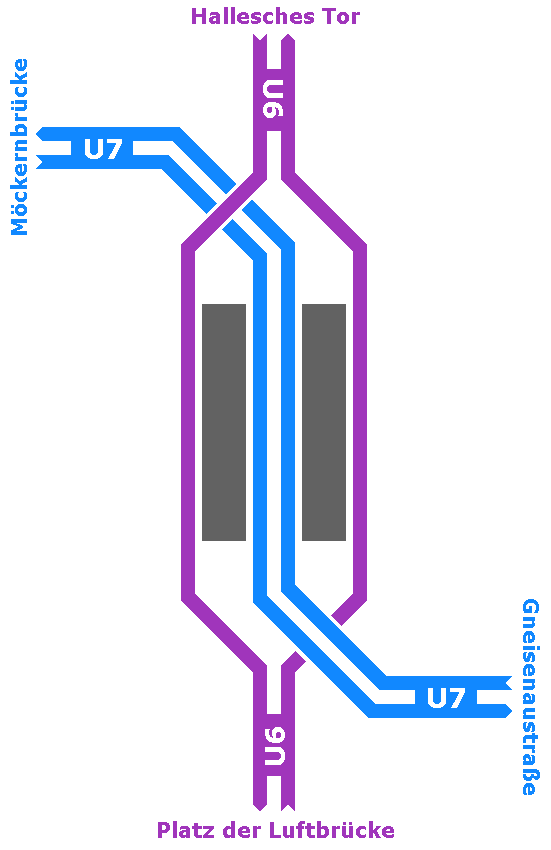
Der Berliner U-Bahnhof Mehringdamm ist ein typisches Beispiel für einen Richtungsbahnhof der Schnellbahn mit Bahnsteigen auf einer Ebene. Die Streckeneinfädelung vor und hinter dem Bahnhof erfordert jedoch eine zweite Ebene.

Falls zwei Schnellbahnstrecken auf einem Abschnitt parallel verkehren, so behält jede Strecke ihr Gleispaar, denn ein Übergang würde aufgrund der notwendigen Signalisierung den Betrieb verlangsamen. Für einen auf diesem Abschnitt liegenden Bahnhof können die Bahnsteige aber wiederum zwischen den Linien geteilt werden, indem jeweils ein Gleis jeder Strecke an den beiden Seiten eines Bahnsteiges liegen. Dies kann wie in einem oberirdischen Bahnhof mit nebeneinander liegenden Gleisen und Bahnsteigen geschehen. Die für Untergrundbahnhöfe übliche Art ist aber mittlerweile, zwei Bahnsteige parallel übereinander zu legen. Jeder Bahnsteig wird dann in einer Richtung bedient und jede Seite des Bahnsteigs ist einer Linie zugeordnet. Diese Konstruktion verbraucht in der Breite nur wenig mehr Platz als eine gewöhnliche U-Bahn-Station. Die größere Breite ergibt sich aus den durch die Umsteigefunktion notwendigen breiteren Bahnsteigen, die auch mehr oder breitere Treppen aufnehmen müssen als gewöhnlich.
In beiden Fällen kann ein Richtungsbahnhof auch zur Linienverzweigung genutzt werden. Dazu ist nur an der Ausfahrt der Richtungsbahnsteige ein Gleiswechsel oder ein Überwerfungsbauwerk anzulegen. In der Regel baut man einen doppelten Gleiswechsel ein, weil man dadurch mit geringen Kosten betriebliche Flexibilität gewinnt. Durch die Anlage als Richtungsbahnhof wird ein derartiger Bahnhof automatisch höhenfrei, allerdings immer nur in eine Richtung. Am Beispiel München Innsbrucker Ring sei dies erläutert. Die U5 verkehrt vom Ostbahnhof kommend Richtung Neuperlach stadtauswärts und die U2 verkehrt von Karl-Preis-Platz kommend Richtung Messe stadtauswärts. In den Hauptverkehrszeiten verkehrt zusätzlich die Verstärkerlinie U7 von der U2-Innenstadtstrecke Richtung Neuperlach. Züge in diese Richtung können aus- und einfahren, ohne die bestehenden Linien zu behindern. Jedoch ist es nicht möglich, gleichzeitig eine Linie von der U5-Innenstadtstrecke zur Messe zu bedienen. Hierzu müssten die Gleisüberwerfungen umgebaut werden. Ein Beispiel für einen solchen Umbau ist der U-Bahnhof Berliner Tor in Hamburg, wo die östlichen Linienwege der U2 und U3 mit Hilfe eines von 2006 bis 2009 dauernden Umbaus getauscht wurden.
Im Gegensatz zum Turmbahnhof enthält ein Richtungsbahnhof nicht auch gleichzeitig eine Streckenkreuzung. Jede Strecke benutzt jeweils eine Seite des Bahnhofs. Oft kreuzen sich die Strecken auch gar nicht in Bahnhofsnähe, sondern berühren sich nur. Dies gilt z. B. für die (nur teilweise in Betrieb befindlichen) Richtungsbahnhöfe Jungfernheide und Rathaus Steglitz der U-Bahn Berlin und den U-Bahnhof Ebertplatz der Stadtbahn Köln. Letzterer ermöglicht zugleich den höhenfreien und richtungsgleichen Umstieg vom Hoch- zum Niederflurnetz der Stadtbahn. Falls eine Streckenkreuzung erwünscht ist, kann diese vor oder hinter dem Bahnhof durch Kreuzung der beiden Gleispaare erfolgen.
Bei der New Yorker U-Bahn gibt es mehrere viergleisige Strecken, die im Richtungsbetrieb gefahren werden. Dabei fahren die „Local“-Linien auf den äußeren Gleisen und halten an Außenbahnsteigen, während an den wenigeren Haltestellen der „Express“-Linien Inselbahnsteige zwischen den äußeren und inneren Gleisen ein Umsteigen zwischen öfter haltenden Lokalzügen und seltener haltenden Expresszügen erlauben. Die Chicago Elevated hingegen ist als einer der wenige Fälle auf einem Abschnitt andersherum aufgebaut. Zwischen Belmont und Howard liegen die lokalen Gleise der Red Line innen und haben Mittelbahnsteige, während die Expressgleise der Purple Line (verkehrt nur im Berufsverkehr südlich von Howard) außen liegen. Da zwischen Belmont und Armitage dann die ohnehin auf den inneren Gleisen verkehrende Red Line den Express übernimmt und schließlich im Tunnel verschwindet, liegen dort die Expressgleise hingegen wie in New York innen. Außen verkehren die lokalen Züge der Brown Line und Purple Line in Richtung des in der Innenstadt aufgeständerten Loop.